# Józef Hoppe

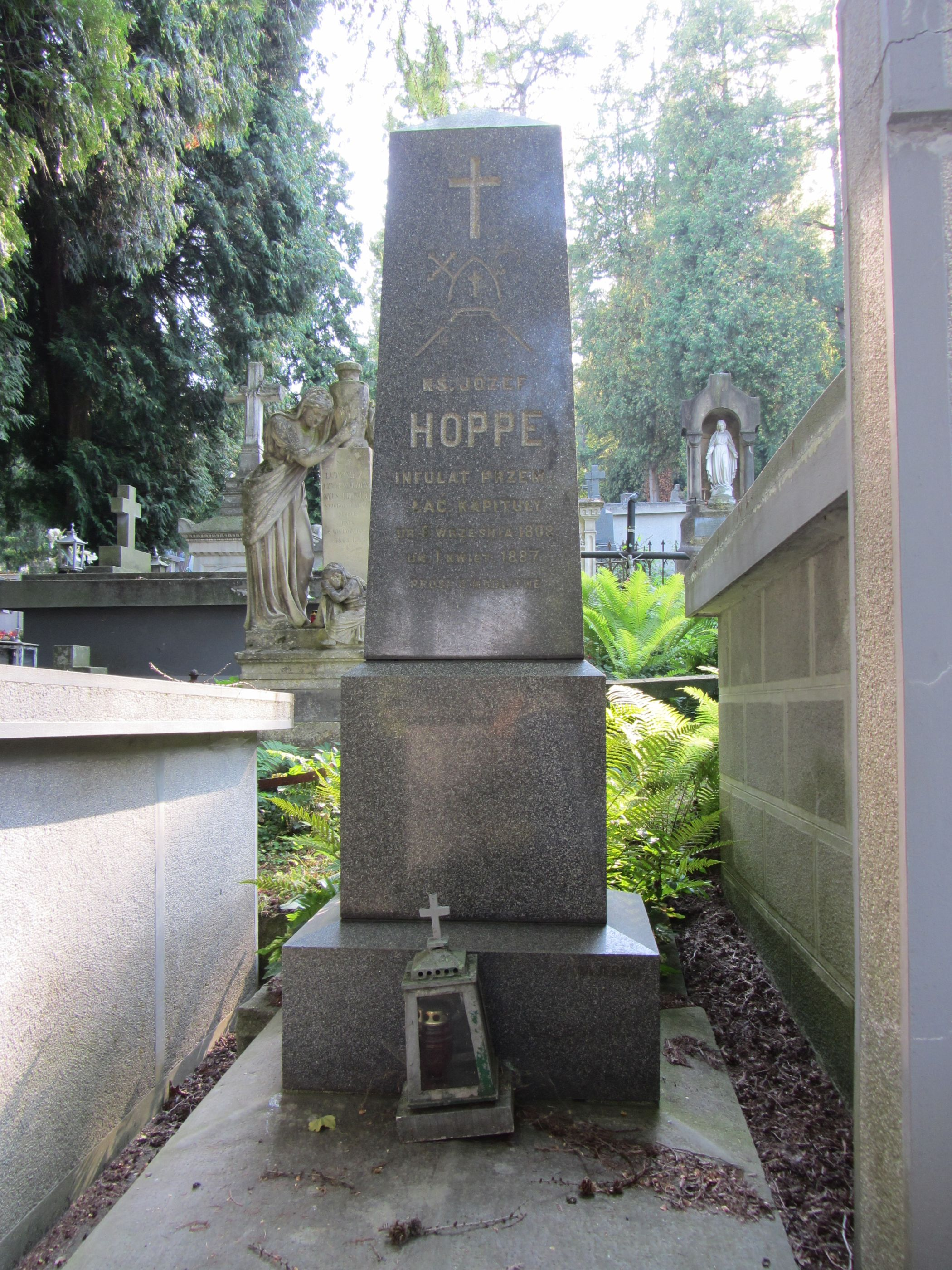
Grobowiec na cmentarzu Głównym w Przemyślu

Józef Hoppe (ur. 8 września 1808 w Radomiu  – zm. 1 kwietnia 1887 w Przemyślu) – prałat kapituły przemyskiej, honorowy obywatel Przemyśla.
Urodził się w rodzinie niemieckiej, szybko uległ asymilacji. Po ukończeniu gimnazjum w Przemyślu, rozpoczął studia teologiczne w Wiedniu, otrzymując święcenia kapłańskie w 1831. Rok później złożył egzamin konkursowy z zakresu teologii, co umożliwiło mu podjęcie wykładów w przemyskim Seminarium Duchownym (do 1842). Równocześnie był egzaminatorem prosynodalnym, referentem konsystorza, a w seminarium prefektem. W 1842 otrzymał scholasterię w kapitule przemyskiej. W latach 1842–49 sprawował nadzór nad elementarnym szkolnictwem w diecezji. W 1849 został prepozytem kapituły. 
W 1850 nie przyjął proponowanego mu przez cesarza biskupstwa tarnowskiego (oficjalnie z powodów zdrowotnych, nieoficjalnie w proteście przeciw pozbawieniu urzędu biskupa Grzegorza Wojtarowicza). W czasie wakatu biskupiego (1860, 1862, 1869) trzykrotnie rządził diecezją przemyską jako wikariusz kapitulny. 
Brał udział w przygotowaniu i zawarciu w Rzymie w 1863 r. tzw. konkordii z kościołem greckokatolickim. W 1867 r. otrzymał tytuł protonotariata apostolskiego. 13 września 1881 odznaczony honorowym obywatelstwem miasta Przemyśla.              

## Odznaczenia
- Order Franciszka Józefa
- Order Cesarza Leopolda